# Gaius Iulius Hyginus
Gaius Iulius Hyginus (okolo 64 př. n. l. – pravděpodobně, nebo před 17) byl římský polyhistor a gramatik. Původně byl otrokem císaře Augusta, který ho z otroctví propustil. Pravděpodobné byl žákem původně řeckého učence Alexandra Polyhistora, po svém propuštění se stal  knihovníkem v nově založené palatinské knihovně. 
Jeho dílo není známo, ale mnoho autorů zmiňuje jeho díla o gramatice, historii, zeměpise, rolnictví, atp. Z těchto odkazů lze usoudit, že Hyginus nebyl myslitel, ale spíše autor, který sbíral, třídil a vykládal tehdejší poznání.
Pod jeho jménem se zachovaly dvě učebnice mytologie (Fabulae a De astronomica), které velmi pravděpodobně pocházejí od stejného autora, kterým ale pravděpodobně není Hyginus. V těchto dílech se vyskytují gramatické a jiné omyly, kterých by se neměl Hyginus dopustit. Podle posledních výzkumů tato díla pocházejí ze 2. století.
De astronomica (též Poeticon astronomicon) je spis o základech astronomie, který obsahuje popis souhvězdí a mýty, které se k nim vztahují.
Jeho jméno nese měsíční kráter Hyginus.